# Irma Sztáray
La comtessa Irma Sztáray de Sztára et Nagymihály (10 de juliol de 1863 - 3 de setembre de 1940) va ser una cortesana i autora de memòries hongaresa. Va ser l'última dama de companyia de l'emperadriu Elisabet d'Àustria i l'única companya de viatge de l'emperadriu quan va ser assassinada.

## Primers anys
La comtessa hongaresa Irma va néixer filla del comte Viktor Sztáray de Sztára et Nagymihály (hu) (1823–1879) i de la comtessa Mária Török de Szendrõ (hu) (1835–1916).

## Cortesana
Sztáray va obtenir el càrrec de dama de companyia a la cort imperial d'Àustria. No es va casar mai i no va tenir fills, ja que va dedicar tota la seva vida a l'Emperadriu i a la cort. Va acompanyar Elisabeth durant els seus últims quatre anys, des de 1894 fins a 1898, en els seus viatges a Hongria, Itàlia, Suïssa, Algèria i Grècia. Les seves memòries Aus den letzten Jahren der Kaiserin Elisabeth, que va escriure molts anys després de la mort de l'emperadriu Elisabeth, es van publicar en alemany i són una font valuosa que ofereix una visió detallada dels últims anys de Sisi.
Pels seus serveis, Irma Sztáray va rebre una medalla d'honor de l'emperador Franz Joseph I just després de l'assassinat d'Elisabeth.

## Anys posteriors
Després de la mort de l'emperadriu Isabel, Sztáray va viatjar a Itàlia amb la seva mare per recuperar-se de la tragèdia. Després de tornar a casa, es va unir a la Creu Roja i va ajudar a cuidar els ferits de la Primera Guerra Mundial com a infermera. El 1907, va donar la jaqueta de seda negra que l'emperadriu Isabel portava el dia de la seva mort al Museu Memorial de la Reina Isabel al Castell de Buda a Hongria.
Sztáray va viure en reclusió al castell de la seva família a Szobránc, Hongria (avui Sobrance, Eslovàquia) fins a la seva mort. Va morir el 3 de setembre de 1940, a l'edat de 77 anys

## En la cultura popular
La pel·lícula germano-austríaca-suïssa del 2023 Sisi & I, dirigida per Frauke Finsterwalder, explica la història de l'emperadriu Elisabeth d'Àustria des del punt de vista de Sztáray, que va ser interpretada per l'actriu alemanya Sandra Hüller.